# Campeonato Ecuatoriano de Fútbol 1976
El Campeonato Ecuatoriano de Fútbol 1976, conocido oficialmente como «Campeonato Nacional de Fútbol 1976», fue la 18.ª edición del Campeonato nacional de fútbol profesional de la Serie A en Ecuador. El torneo fue organizado por la Asociación Ecuatoriana de Fútbol (hoy Federación Ecuatoriana de Fútbol).
El formato del campeonato, fue muy similar al del 1975; dos etapas bajo la modalidad de sistema de todos contra todos, con ascenso y descenso de dos equipos a media temporada y una cuadrangular final con puntos de bonificación para los clasificados.
El Nacional se coronó campeón por tercera vez en su historia.
En 1976 se da inicio al primer tricampeonato de El Nacional y a una etapa sin precedentes dentro de este equipo. Una serie de éxitos consecutivos vendrían para los “puros criollos”, que bajo el mando de Ernesto Guerra conquistarían con sobra de merecimientos el título de campeón, tras una electrizante final contra el Deportivo Cuenca en la ciudad de Quito a falta de dos fechas para el final del Cuadrangular. Le siguió en méritos Deportivo Cuenca, equipo al que el 27 de noviembre derrotó en la final por 2 goles a 1.

## Sistema de juego
El 7 de marzo de 1976 empezó el Campeonato Ecuatoriano de Fútbol número 18, que se jugó en 2 series. La Serie A con Liga Deportiva Universitaria, El Nacional, Aucas, Universidad Católica, América, Barcelona, Emelec, 9 de Octubre, Deportivo Cuenca y Audaz Octubrino (como equipo sorpresa de la Primera etapa de la Serie A de 1976) para la primera etapa y luego en la segunda etapa con Liga Deportiva Universitaria, El Nacional, Deportivo Quito, Aucas, Universidad Católica, Barcelona, Emelec, Deportivo Cuenca, Audaz Octubrino y Carmen Mora (como equipo sorpresa de la Segunda etapa de la Serie A de 1976).
En total son 4 equipos de la Costa y 6 equipos de la Sierra para la primera y segunda etapa solamente para la Serie A.
La Serie B con Deportivo Quito, Macará, Técnico Universitario, Olmedo, Liga Deportiva Universitaria de Cuenca, U. D. Valdez (ex Guayaquil Sport), Luq San, Liga Deportiva Universitaria de Portoviejo, Manta Sport y Carmen Mora para la primera etapa y luego en la segunda etapa con América, Macará, Técnico Universitario, Olmedo, Liga Deportiva Universitaria de Cuenca, 9 de Octubre, U. D. Valdez (ex Guayaquil Sport), Luq San, Manta Sport y Liga Deportiva Universitaria de Portoviejo.
En total son 5 equipos de la Costa y 5 equipos de la Sierra para la primera y segunda etapa solamente para la Serie B.
En total son 9 equipos de la Costa y 11 equipos de la Sierra en general.
Como venía siendo costumbre, el torneo se jugó en 3 etapas. La primera entre 10 equipos, ida y vuelta, bajo la modalidad de sistema de todos contra todos. Al finalizar los 18 partidos, descendieron los 2 peor ubicados. En cambio, los 3 primeros clasificaron al cuadrangular final, con bonificaciones de 3, 2 y 1 puntos, respectivamente.
La segunda etapa se jugó de forma similar, entre los 10 equipos: 8 que quedaron en la A más los 2 ascendidos a medio años. Asimismo, los 3 primeros clasificaron al cuadrangular final, con el respectivo puntaje de bonificación.
Los equipos que llegaron a la tercera etapa, el cuadrangular final, jugaron bajo la modalidad de sistema de todos contra todos, ida y vuelta. El campeón fue, obviamente, el conjunto con mayor cantidad de puntos.

## Primera etapa

### Relevo semestral de clubes
| Pos. | de la Segunda etapa de la Serie A |
| ---- | --------------------------------- |
| 9º   | Deportivo Quito                   |
| 10º  | Liga de Portoviejo                |

| Pos. | de la Serie B   |
| ---- | --------------- |
| 1º   | Audaz Octubrino |
| 2º   | 9 de Octubre    |

### Datos de los clubes
| Equipo               | Ciudad    | Provincia |
| -------------------- | --------- | --------- |
| América de Quito     | Quito     | Pichincha |
| Aucas                | Quito     | Pichincha |
| Audaz Octubrino      | Machala   | El Oro    |
| Barcelona            | Guayaquil | Guayas    |
| Deportivo Cuenca     | Cuenca    | Azuay     |
| El Nacional          | Quito     | Pichincha |
| Emelec               | Guayaquil | Guayas    |
| Liga de Quito        | Quito     | Pichincha |
| Universidad Católica | Quito     | Pichincha |
| 9 de Octubre         | Guayaquil | Guayas    |

### Equipos por ubicación geográfica
| Provincia | N.º | Equipos                                                                         |
| --------- | --- | ------------------------------------------------------------------------------- |
| Pichincha | 5   | - América de Quito - Aucas - El Nacional - Liga de Quito - Universidad Católica |
| Guayas    | 3   | - Barcelona - Emelec - 9 de Octubre                                             |
| Azuay     | 1   | - Deportivo Cuenca                                                              |
| El Oro    | 1   | - Audaz Octubrino                                                               |

| Audaz Octubrino Barcelona Emelec 9 de Octubre Universidad Católica Liga de Quito El Nacional Aucas América de Quito Deportivo Cuenca |

### Partidos y resultados
| Fecha 1              | Fecha 1   | Fecha 1          |
| Equipo Local         | Resultado | Equipo Visitante |
| -------------------- | --------- | ---------------- |
| Emelec               | 2 - 0     | Aucas            |
| Universidad Católica | 0 - 0     | Liga de Quito    |
| El Nacional          | 2 - 1     | 9 de Octubre     |
| Barcelona            | 3 - 1     | Deportivo Cuenca |
| Audaz Octubrino      | 2 - 1     | América de Quito |

| Fecha 2              | Fecha 2   | Fecha 2          |
| Equipo Local         | Resultado | Equipo Visitante |
| -------------------- | --------- | ---------------- |
| Deportivo Cuenca     | 1 - 1     | El Nacional      |
| 9 de Octubre         | 1 - 1     | Barcelona        |
| Liga de Quito        | 0 - 1     | Aucas            |
| Universidad Católica | 1 - 1     | Audaz Octubrino  |
| América de Quito     | 2 - 3     | Emelec           |

| Fecha 3          | Fecha 3   | Fecha 3              |
| Equipo Local     | Resultado | Equipo Visitante     |
| ---------------- | --------- | -------------------- |
| América de Quito | 1 - 1     | El Nacional          |
| Emelec           | 3 - 1     | Universidad Católica |
| 9 de Octubre     | 1 - 1     | Liga de Quito        |
| Aucas            | 2 - 1     | Deportivo Cuenca     |
| Audaz Octubrino  | 1 - 0     | Barcelona            |

| Fecha 4              | Fecha 4   | Fecha 4          |
| Equipo Local         | Resultado | Equipo Visitante |
| -------------------- | --------- | ---------------- |
| Universidad Católica | 3 - 0     | El Nacional      |
| Liga de Quito        | 2 - 1     | Barcelona        |
| Deportivo Cuenca     | 6 - 0     | América de Quito |
| Aucas                | 0 - 0     | 9 de Octubre     |
| Emelec               | 1 - 1     | Audaz Octubrino  |

| Fecha 5          | Fecha 5   | Fecha 5              |
| Equipo Local     | Resultado | Equipo Visitante     |
| ---------------- | --------- | -------------------- |
| Barcelona        | 1 - 1     | Aucas                |
| Emelec           | 4 - 1     | 9 de Octubre         |
| Liga de Quito    | 2 - 2     | Deportivo Cuenca     |
| Audaz Octubrino  | 3 - 2     | El Nacional          |
| América de Quito | 0 - 3     | Universidad Católica |

| Fecha 6          | Fecha 6   | Fecha 6              |
| Equipo Local     | Resultado | Equipo Visitante     |
| ---------------- | --------- | -------------------- |
| El Nacional      | 2 - 1     | Emelec               |
| Liga de Quito    | 1 - 0     | América de Quito     |
| Deportivo Cuenca | 3 - 0     | 9 de Octubre         |
| Barcelona        | 4 - 0     | Universidad Católica |
| Aucas            | 3 - 1     | Audaz Octubrino      |

| Fecha 7              | Fecha 7   | Fecha 7          |
| Equipo Local         | Resultado | Equipo Visitante |
| -------------------- | --------- | ---------------- |
| 9 de Octubre         | 0 - 2     | América de Quito |
| Barcelona            | 1 - 1     | Emelec           |
| Audaz Octubrino      | 1 - 1     | Liga de Quito    |
| Aucas                | 1 - 2     | El Nacional      |
| Universidad Católica | 1 - 0     | Deportivo Cuenca |

| Fecha 8          | Fecha 8   | Fecha 8              |
| Equipo Local     | Resultado | Equipo Visitante     |
| ---------------- | --------- | -------------------- |
| Aucas            | 2 - 6     | Universidad Católica |
| América de Quito | 0 - 0     | Barcelona            |
| 9 de Octubre     | 1 - 0     | Audaz Octubrino      |
| El Nacional      | 1 - 0     | Liga de Quito        |
| Deportivo Cuenca | 1 - 1     | Emelec               |

| Fecha 9              | Fecha 9   | Fecha 9          |
| Equipo Local         | Resultado | Equipo Visitante |
| -------------------- | --------- | ---------------- |
| Universidad Católica | 4 - 0     | 9 de Octubre     |
| América de Quito     | 1 - 1     | Aucas            |
| Audaz Octubrino      | 3 - 0     | Deportivo Cuenca |
| Emelec               | 2 - 1     | Liga de Quito    |
| Barcelona            | 1 - 2     | El Nacional      |

| Fecha 10         | Fecha 10  | Fecha 10             |
| Equipo Local     | Resultado | Equipo Visitante     |
| ---------------- | --------- | -------------------- |
| Aucas            | 0 - 0     | Emelec               |
| 9 de Octubre     | 1 - 4     | El Nacional          |
| Deportivo Cuenca | 2 - 2     | Barcelona            |
| Liga de Quito    | 1 - 1     | Universidad Católica |
| América de Quito | 3 - 1     | Audaz Octubrino      |

| Fecha 11        | Fecha 11  | Fecha 11             |
| Equipo Local    | Resultado | Equipo Visitante     |
| --------------- | --------- | -------------------- |
| Aucas           | 1 - 0     | Liga de Quito        |
| Audaz Octubrino | 2 - 1     | Universidad Católica |
| Emelec          | 3 - 2     | América de Quito     |
| Barcelona       | 4 - 0     | 9 de Octubre         |
| El Nacional     | 1 - 0     | Deportivo Cuenca     |

| Fecha 12             | Fecha 12  | Fecha 12         |
| Equipo Local         | Resultado | Equipo Visitante |
| -------------------- | --------- | ---------------- |
| Universidad Católica | 1 - 2     | Emelec           |
| El Nacional          | 2 - 1     | América de Quito |
| Deportico Cuenca     | 5 - 1     | Aucas            |
| Barcelona            | 0 - 2     | Audaz Octubrino  |
| Liga de Quito        | 3 - 1     | 9 de Octubre     |

| Fecha 13         | Fecha 13  | Fecha 13             |
| Equipo Local     | Resultado | Equipo Visitante     |
| ---------------- | --------- | -------------------- |
| Barcelona        | 2 - 1     | Liga de Quito        |
| Audaz Octubrino  | 1 - 1     | Emelec               |
| América de Quito | 1 - 3     | Deportivo Cuenca     |
| 9 de Octubre     | 2 - 0     | Aucas                |
| El Nacional      | 1 - 0     | Universidad Católica |

| Fecha 14             | Fecha 14  | Fecha 14         |
| Equipo Local         | Resultado | Equipo Visitante |
| -------------------- | --------- | ---------------- |
| Deportivo Cuenca     | 2 - 0     | Liga de Quito    |
| Universidad Católica | 3 - 2     | América de Quito |
| 9 de Octubre         | 1 - 2     | Emelec           |
| El Nacional          | 6 - 2     | Audaz Octubrino  |
| Aucas                | 2 - 1     | Barcelona        |

| Fecha 15             | Fecha 15  | Fecha 15         |
| Equipo Local         | Resultado | Equipo Visitante |
| -------------------- | --------- | ---------------- |
| Audaz Octubrino      | 2 - 0     | Aucas            |
| Emelec               | 1 - 3     | El Nacional      |
| Universidad Católica | 0 - 0     | Barcelona        |
| 9 de Octubre         | 0 - 2     | Deportivo Cuenca |
| América de Quito     | 3 - 3     | Liga de Quito    |

| Fecha 16         | Fecha 16  | Fecha 16             |
| Equipo Local     | Resultado | Equipo Visitante     |
| ---------------- | --------- | -------------------- |
| Liga de Quito    | 4 - 2     | Audaz Octubrino      |
| Emelec           | 1 - 0     | Barcelona            |
| América de Quito | 3 - 0     | 9 de Octubre         |
| El Nacional      | 2 - 1     | Aucas                |
| Deportivo Cuenca | 1 - 0     | Universidad Católica |

| Fecha 17             | Fecha 17  | Fecha 17         |
| Equipo Local         | Resultado | Equipo Visitante |
| -------------------- | --------- | ---------------- |
| Liga de Quito        | 2 - 1     | El Nacional      |
| Universidad Católica | 1 - 2     | Aucas            |
| Audaz Octubrino      | 3 - 0     | 9 de Octubre     |
| Barcelona            | 4 - 0     | América de Quito |
| Emelec               | 1 - 2     | Deportivo Cuenca |

| Fecha 18         | Fecha 18  | Fecha 18             |
| Equipo Local     | Resultado | Equipo Visitante     |
| ---------------- | --------- | -------------------- |
| Liga de Quito    | 4 - 0     | Emelec               |
| Aucas            | 0 - 1     | América de Quito     |
| 9 de Octubre     | 1 - 0     | Universidad Católica |
| Deportivo Cuenca | 2 - 2     | Audaz Octubrino      |
| El Nacional      | 3 - 1     | Barcelona            |

### Tabla de posiciones
|  |  |     | Equipo               | PJ | PG | PE | PP | GF | GC | DG  | PTS | PB |
|  |  | --- | -------------------- | -- | -- | -- | -- | -- | -- | --- | --- | -- |
|  |  | 1.  | El Nacional          | 18 | 13 | 2  | 3  | 36 | 21 | +15 | 28  | 3  |
|  |  | 2.  | Emelec               | 18 | 9  | 5  | 4  | 29 | 24 | +5  | 23  | 2  |
|  |  | 3.  | Deportivo Cuenca     | 18 | 8  | 5  | 5  | 34 | 21 | +13 | 21  | 1  |
|  |  | 4.  | Audaz Octubrino      | 18 | 8  | 5  | 5  | 30 | 27 | +3  | 21  |    |
|  |  | 5.  | Liga de Quito        | 18 | 6  | 6  | 6  | 26 | 22 | +4  | 18  |    |
|  |  | 6.  | Barcelona            | 18 | 5  | 6  | 7  | 26 | 20 | +6  | 16  |    |
|  |  | 7.  | Universidad Católica | 18 | 6  | 4  | 8  | 26 | 22 | +4  | 16  |    |
|  |  | 8.  | Aucas                | 18 | 6  | 4  | 8  | 18 | 28 | -10 | 16  |    |
|  |  | 9.  | América de Quito     | 18 | 4  | 4  | 10 | 23 | 36 | -13 | 12  |    |
|  |  | 10. | 9 de Octubre         | 18 | 3  | 3  | 12 | 11 | 38 | -27 | 9   |    |

PJ = Partidos jugados; PG = Partidos ganados; PE = Partidos empatados; PP = Partidos perdidos; GF = Goles a favor; GC = Goles en contra; DG = Diferencia de gol; PTS = Puntos; PB = Puntos de bonificación
|  | Clasificaron al Cuadrangular final. |
|  | Descendieron a la Serie B.          |

## Segunda etapa

### Relevo semestral de clubes
| Pos. | de la Primera etapa de la Serie A |
| ---- | --------------------------------- |
| 9º   | América de Quito                  |
| 10º  | 9 de Octubre                      |

| Pos. | de la Primera etapa de la Serie B |
| ---- | --------------------------------- |
| 1º   | Carmen Mora                       |
| 2º   | Deportivo Quito                   |

### Datos de los clubes
| Equipo               | Ciudad           | Provincia |
| -------------------- | ---------------- | --------- |
| Aucas                | Quito            | Pichincha |
| Audaz Octubrino      | Machala          | El Oro    |
| Barcelona            | Guayaquil        | Guayas    |
| Carmen Mora          | Machala / Pasaje | El Oro    |
| Deportivo Cuenca     | Cuenca           | Azuay     |
| Deportivo Quito      | Quito            | Pichincha |
| El Nacional          | Quito            | Pichincha |
| Emelec               | Guayaquil        | Guayas    |
| Liga de Quito        | Quito            | Pichincha |
| Universidad Católica | Quito            | Pichincha |

### Equipos por ubicación geográfica
| Provincia | N.º | Equipos                                                                        |
| --------- | --- | ------------------------------------------------------------------------------ |
| Pichincha | 5   | - Aucas - Deportivo Quito - El Nacional - Liga de Quito - Universidad Católica |
| Guayas    | 2   | - Barcelona - Emelec                                                           |
| El Oro    | 2   | - Audaz Octubrino - Carmen Mora                                                |
| Azuay     | 1   | - Deportivo Cuenca                                                             |

| Audaz Octubrino Carmen Mora Barcelona Emelec Universidad Católica Liga de Quito El Nacional Deportivo Quito Aucas Deportivo Cuenca |

### Partidos y resultados
| Fecha 1          | Fecha 1   | Fecha 1              |
| Equipo Local     | Resultado | Equipo Visitante     |
| ---------------- | --------- | -------------------- |
| Barcelona        | 5 - 0     | Deportivo Quito      |
| Carmen Mora      | 4 - 3     | Liga de Quito        |
| El Nacional      | 5 - 2     | Audaz Octubrino      |
| Deportivo Cuenca | 0 - 1     | Universidad Católica |
| Aucas            | 1 - 0     | Emelec               |

| Fecha 2              | Fecha 2   | Fecha 2          |
| Equipo Local         | Resultado | Equipo Visitante |
| -------------------- | --------- | ---------------- |
| Universidad Católica | 3 - 1     | Barcelona        |
| Emelec               | 3 - 1     | Deportivo Cuenca |
| Audaz Octubrino      | 0 - 1     | Aucas            |
| Liga de Quito        | 2 - 2     | El Nacional      |
| Deportivo Quito      | 1 - 0     | Carmen Mora      |

| Fecha 3          | Fecha 3   | Fecha 3              |
| Equipo Local     | Resultado | Equipo Visitante     |
| ---------------- | --------- | -------------------- |
| Liga de Quito    | 3 - 1     | Universidad Católica |
| Aucas            | 3 - 1     | Deportivo Quito      |
| Barcelona        | 2 - 1     | El Nacional          |
| Deportivo Cuenca | 1 - 0     | Audaz Octubrino      |
| Carmen Mora      | 1 - 1     | Emelec               |

| Fecha 4              | Fecha 4   | Fecha 4          |
| Equipo Local         | Resultado | Equipo Visitante |
| -------------------- | --------- | ---------------- |
| Aucas                | 0 - 3     | Barcelona        |
| Universidad Católica | 1 - 1     | Carmen Mora      |
| El Nacional          | 0 - 1     | Deportivo Cuenca |
| Emelec               | 1 - 1     | Liga de Quito    |
| Audaz Octubrino      | 1 - 0     | Deportivo Quito  |

| Fecha 5          | Fecha 5   | Fecha 5              |
| Equipo Local     | Resultado | Equipo Visitante     |
| ---------------- | --------- | -------------------- |
| Carmen Mora      | 2 - 2     | Audaz Octubrino      |
| Deportivo Cuenca | 4 - 1     | Aucas                |
| Emelec           | 2 - 0     | Barcelona            |
| El Nacional      | 0 - 1     | Universidad Católica |
| Liga de Quito    | 1 - 1     | Deportivo Quito      |

| Fecha 6              | Fecha 6   | Fecha 6          |
| Equipo Local         | Resultado | Equipo Visitante |
| -------------------- | --------- | ---------------- |
| Barcelona            | 0 - 1     | Liga de Quito    |
| Universidad Católica | 3 - 0     | Audaz Octubrino  |
| Aucas                | 1 - 2     | El Nacional      |
| Deportivo Quito      | 0 - 0     | Emelec           |
| Carmen Mora          | 0 - 0     | Deportivo Cuenca |

| Fecha 7          | Fecha 7   | Fecha 7              |
| Equipo Local     | Resultado | Equipo Visitante     |
| ---------------- | --------- | -------------------- |
| Liga de Quito    | 1 - 2     | Aucas                |
| Emelec           | 2 - 1     | Universidad Católica |
| El Nacional      | 1 - 0     | Carmen Mora          |
| Audaz Octubrino  | 1 - 1     | Barcelona            |
| Deportivo Cuenca | 1 - 2     | Deportivo Quito      |

| Fecha 8              | Fecha 8   | Fecha 8          |
| Equipo Local         | Resultado | Equipo Visitante |
| -------------------- | --------- | ---------------- |
| Universidad Católica | 2 - 2     | Deportivo Quito  |
| El Nacional          | 2 - 0     | Emelec           |
| Liga de Quito        | 0 - 0     | Audaz Octubrino  |
| Barcelona            | 3 - 2     | Deportivo Cuenca |
| Carmen Mora          | 3 - 2     | Aucas            |

| Fecha 9              | Fecha 9   | Fecha 9          |
| Equipo Local         | Resultado | Equipo Visitante |
| -------------------- | --------- | ---------------- |
| Deportivo Cuenca     | 2 - 1     | Liga de Quito    |
| Barcelona            | 0 - 0     | Carmen Mora      |
| El Nacional          | 2 - 1     | Deportivo Quito  |
| Universidad Católica | 0 - 1     | Aucas            |
| Audaz Octubrino      | 1 - 1     | Emelec           |

| Fecha 10             | Fecha 10  | Fecha 10         |
| Equipo Local         | Resultado | Equipo Visitante |
| -------------------- | --------- | ---------------- |
| Liga de Quito        | 2 - 1     | Carmen Mora      |
| Emelec               | 3 - 0     | Aucas            |
| Deportivo Quito      | 1 - 1     | Barcelona        |
| Universidad Católica | 2 - 1     | Deportivo Cuenca |
| Audaz Octubrino      | 1 - 3     | El Nacional      |

| Fecha 11         | Fecha 11  | Fecha 11             |
| Equipo Local     | Resultado | Equipo Visitante     |
| ---------------- | --------- | -------------------- |
| Carmen Mora      | 4 - 1     | Deportivo Quito      |
| Deportivo Cuenca | 4 - 1     | Emelec               |
| Aucas            | 2 - 0     | Audaz Octubrino      |
| Barcelona        | 1 - 1     | Universidad Católica |
| El Nacional      | 3 - 1     | Liga de Quito        |

| Fecha 12             | Fecha 12  | Fecha 12         |
| Equipo Local         | Resultado | Equipo Visitante |
| -------------------- | --------- | ---------------- |
| Emelec               | 4 - 1     | Carmen Mora      |
| Deportivo Quito      | 1 - 1     | Aucas            |
| El Nacional          | 5 - 2     | Barcelona        |
| Universidad Católica | 0 - 2     | Liga de Quito    |
| Audaz Octubrino      | 1 - 1     | Deportivo Cuenca |

| Fecha 13         | Fecha 13  | Fecha 13             |
| Equipo Local     | Resultado | Equipo Visitante     |
| ---------------- | --------- | -------------------- |
| Deportivo Quito  | 3 - 0     | Audaz Octubrino      |
| Liga de Quito    | 2 - 1     | Emelec               |
| Deportivo Cuenca | 2 - 1     | El Nacional          |
| Carmen Mora      | 2 - 1     | Universidad Católica |
| Barcelona        | 1 - 1     | Aucas                |

| Fecha 14             | Fecha 14  | Fecha 14         |
| Equipo Local         | Resultado | Equipo Visitante |
| -------------------- | --------- | ---------------- |
| Barcelona            | 0 - 0     | Emelec           |
| Deportivo Quito      | 0 - 1     | Liga de Quito    |
| Universidad Católica | 3 - 0     | El Nacional      |
| Aucas                | 1 - 1     | Deportivo Cuenca |
| Audaz Octubrino      | 1 - 2     | Carmen Mora      |

| Fecha 15         | Fecha 15  | Fecha 15             |
| Equipo Local     | Resultado | Equipo Visitante     |
| ---------------- | --------- | -------------------- |
| Audaz Octubrino  | 3 - 2     | Universidad Católica |
| Deportivo Cuenca | 3 - 0     | Carmen Mora          |
| Liga de Quito    | 2 - 0     | Barcelona            |
| El Nacional      | 3 - 0     | Aucas                |
| Emelec           | 2 - 3     | Deportivo Quito      |

| Fecha 16             | Fecha 16  | Fecha 16         |
| Equipo Local         | Resultado | Equipo Visitante |
| -------------------- | --------- | ---------------- |
| Deportivo Quito      | 2 - 1     | Deportivo Cuenca |
| Carmen Mora          | 0 - 0     | El Nacional      |
| Universidad Católica | 0 - 0     | Emelec           |
| Aucas                | 3 - 2     | Liga de Quito    |
| Barcelona            | 1 - 0     | Audaz Octubrino  |

| Fecha 17         | Fecha 17  | Fecha 17             |
| Equipo Local     | Resultado | Equipo Visitante     |
| ---------------- | --------- | -------------------- |
| Deportivo Quito  | 0 - 0     | Universidad Católica |
| Emelec           | 1 - 1     | El Nacional          |
| Deportivo Cuenca | 1 - 0     | Barcelona            |
| Aucas            | 1 - 1     | Carmen Mora          |
| Audaz Octubrino  | 0 - 2     | Liga de Quito        |

| Fecha 18        | Fecha 18  | Fecha 18             |
| Equipo Local    | Resultado | Equipo Visitante     |
| --------------- | --------- | -------------------- |
| Carmen Mora     | 0 - 3     | Barcelona            |
| Liga de Quito   | 0 - 0     | Deportivo Cuenca     |
| Deportivo Quito | 2 - 1     | El Nacional          |
| Emelec          | 1 - 3     | Audaz Octubrino      |
| Aucas           | 1 - 1     | Universidad Católica |

### Tabla de posiciones
|  |  |     | Equipo               | PJ | PG | PE | PP | GF | GC | DG  | PTS | PB |
|  |  | --- | -------------------- | -- | -- | -- | -- | -- | -- | --- | --- | -- |
|  |  | 1.  | El Nacional          | 18 | 10 | 3  | 5  | 35 | 19 | +16 | 23  | 3  |
|  |  | 2.  | Liga de Quito        | 18 | 8  | 5  | 5  | 27 | 21 | +6  | 21  | 2  |
|  |  | 3.  | Deportivo Cuenca     | 18 | 8  | 4  | 6  | 28 | 20 | +8  | 20  | 1  |
|  |  | 4.  | Emelec               | 18 | 6  | 7  | 5  | 23 | 19 | +4  | 19  |    |
|  |  | 5.  | Aucas                | 18 | 7  | 5  | 6  | 22 | 27 | -5  | 19  |    |
|  |  | 6.  | Barcelona            | 18 | 6  | 6  | 6  | 24 | 21 | 3   | 18  |    |
|  |  | 7.  | Carmen Mora          | 18 | 5  | 7  | 6  | 22 | 27 | -5  | 17  |    |
|  |  | 8.  | Universidad Católica | 18 | 5  | 6  | 7  | 20 | 22 | -2  | 16  |    |
|  |  | 9.  | Deportivo Quito      | 18 | 5  | 6  | 7  | 18 | 26 | -8  | 16  |    |
|  |  | 10. | Audaz Octubrino      | 18 | 3  | 5  | 10 | 17 | 34 | -17 | 11  |    |

PJ = Partidos jugados; PG = Partidos ganados; PE = Partidos empatados; PP = Partidos perdidos; GF = Goles a favor; GC = Goles en contra; DG = Diferencia de gol; PTS = Puntos; PB = Puntos de bonificación
|  | Clasificó al Cuadrangular final. |
|  | Descendieron a la Serie B.       |

## Cuadrangular final

### Partidos y resultados
| Fecha 1          | Fecha 1   | Fecha 1          |
| Equipo Local     | Resultado | Equipo Visitante |
| ---------------- | --------- | ---------------- |
| Liga de Quito    | 4 - 0     | Emelec           |
| Deportivo Cuenca | 0 - 0     | El Nacional      |

| Fecha 2       | Fecha 2   | Fecha 2          |
| Equipo Local  | Resultado | Equipo Visitante |
| ------------- | --------- | ---------------- |
| Liga de Quito | 0 - 1     | El Nacional      |
| Emelec        | 1 - 0     | Deportivo Cuenca |

| Fecha 3          | Fecha 3   | Fecha 3          |
| Equipo Local     | Resultado | Equipo Visitante |
| ---------------- | --------- | ---------------- |
| El Nacional      | 1 - 1     | Emelec           |
| Deportivo Cuenca | 2 - 1     | Liga de Quito    |

| Fecha 4         | Fecha 4   | Fecha 4          |
| Equipo Local    | Resultado | Equipo Visitante |
| --------------- | --------- | ---------------- |
| Emelec          | 1 - 0     | Liga de Quito    |
| El Nacional (C) | 2 - 1     | Deportivo Cuenca |

| Fecha 5          | Fecha 5   | Fecha 5          |
| Equipo Local     | Resultado | Equipo Visitante |
| ---------------- | --------- | ---------------- |
| Deportivo Cuenca | 1 - 0     | Emelec           |
| El Nacional      | 2 - 1     | Liga de Quito    |

| Fecha 6       | Fecha 6   | Fecha 6          |
| Equipo Local  | Resultado | Equipo Visitante |
| ------------- | --------- | ---------------- |
| Emelec        | 3 - 2     | El Nacional      |
| Liga de Quito | 0 - 1     | Deportivo Cuenca |

### Tabla de posiciones
|     |  |    | Equipo           | PJ | PG | PE | PP | GF | GC | DG | PT | PC | PB |
| --- |  | -- | ---------------- | -- | -- | -- | -- | -- | -- | -- | -- | -- | -- |
| (C) |  | 1. | El Nacional      | 6  | 3  | 2  | 1  | 8  | 6  | +2 | 14 | 8  | 6  |
|     |  | 2. | Deportivo Cuenca | 6  | 3  | 1  | 2  | 5  | 4  | +1 | 9  | 7  | 2  |
|     |  | 3. | Emelec           | 6  | 3  | 1  | 2  | 6  | 8  | -2 | 9  | 7  | 2  |
|     |  | 4. | Liga de Quito    | 6  | 1  | 0  | 5  | 6  | 7  | -1 | 4  | 2  | 2  |

PJ = Partidos jugados; PG = Partidos ganados; PE = Partidos empatados; PP = Partidos perdidos; GF = Goles a favor; GC = Goles en contra; DG = Diferencia de gol; PT = Puntos totales; PC = Puntos cuadrangular; PB = Puntos de bonificación
| (C) | Campeón, clasificó a la Copa Libertadores 1977. |
|     | Disputaron el Desempate por el subtítulo.       |

### Campeón
|                                                |
|                                                |
| Campeón Club Deportivo El Nacional 3.er título |

## Desempate por el subtítulo

### Partidos y resultados
| Fecha 1          | Fecha 1   | Fecha 1          |
| Equipo Local     | Resultado | Equipo Visitante |
| ---------------- | --------- | ---------------- |
| Deportivo Cuenca | 2 - 0     | Emelec           |

| Fecha 2      | Fecha 2   | Fecha 2               |
| Equipo Local | Resultado | Equipo Visitante      |
| ------------ | --------- | --------------------- |
| Emelec       | 0 - 0     | Deportivo Cuenca (SC) |

 Deportivo Cuenca es el subcampeón y clasificó a la Copa Libertadores 1977 con el marcador global de 2-0.

## Goleadores
| Jugador          | Equipo               | Goles |
| ---------------- | -------------------- | ----- |
| Ángel Liciardi   | Deportivo Cuenca     | 35    |
| Vinicio Ron      | El Nacional          | 30    |
| Jorge Pachomczuk | Universidad Católica | 17    |